# Piratenweg
Piratenweg is een lied van de Nederlandse rapper Eves Laurent. Het werd in 2021 als single uitgebracht en stond in hetzelfde jaar als achtste track op het album Deze is niet voor de charts.

## Achtergrond
Piratenweg is geschreven door Jason Mungroop en Jeff Adjei en geproduceerd door JasonXM. Het is een nummer dat past in de genres nederhop en trap. In het lied rap Eves Laurent over zijn straatleven en dat hij geld wil verdienen, ongeacht wat de manier is waarop dit gebeurt. Op de B-kant van de single staat een instrumentale versie van het lied.

## Hitnoteringen
De artiest had bescheiden succes met het lied in Nederland. Het stond op de 86e plaats van de Single Top 100 in de enige week dat het in deze hitlijst te vinden was. De Top 40 en haar Tipparade werden niet bereikt. 